# Schattenwerfer
Der Schattenwerfer ist neben dem Zifferblatt wesentlicher Bestandteil einer Sonnenuhr. Der von ihm erzeugte Schatten dient als Uhrzeiger, dessen Lage über einer Zifferblatt-Skala als Tageszeit und eingeschränkt auch als Jahresdatum ablesbar ist.

## Punktförmiger Zeiger
Um einen punktförmigen Schatten zu erzeugen, wird eine kleine Kugel verwendet, ersatzweise auch das Ende eines Stabes (Gnomon) oder eines linienförmigen Schattens. Der punktförmige Schattenwerfer bzw. die Lochblende (s. u. Lichtzeiger) werden als Nodus bezeichnet.

### Zentralprojektion
Der punktförmige Schatten oder Lichtfleck ist das durch Zentralprojektion entstandene Bild der Sonne. Es verschiebt sich auf dem als Bildebene dienenden Zifferblatt sowohl während des Tages als auch während des Jahres. Die mit dem Stundenwinkel und dem Deklinationswinkel am Himmel gemessene Position der Sonne ist mit entsprechenden Skalen von einer Sonnenuhr ablesbar; der Stundenwinkel und damit die Tageszeit mit relativ guter Auflösung, die Deklination und damit die Jahreszeit mit mäßiger Auflösung. Die Skala für den Stundenwinkel ist mit Stunden markiert. Der Deklinationswinkel wechselt zwischen Maximalwert (Sommersonnenwende) und Minimalwert (Wintersonnenwende); die entsprechende Sonnenuhr-Skalierung enthält einige übers Jahr verteilte Tagesbahnen (oft nur eine pro Monat für den jeweils ersten Tag der folgenden Tierkreiszeichen-Periode).

## Linienförmiger Zeiger
Für einen linienförmigen Schatten wird ein dünner Stab verwendet bzw. die gerade Kante eines flächenhaften Schattens.

### Parallel zur Erdachse: Polstab
Die Anzeige des Deklinationswinkels lässt sich durch einen parallel zur Erdachse positionierten Schattenstab – den Polstab – unterdrücken. Davon wird bei den meisten Sonnenuhren zu Gunsten erleichterten Ablesens Gebrauch gemacht. Der Schatten enthält in seiner Längsrichtung keine Information, ist aber durch diese Ausdehnung besser erkennbar als ein punktförmiger Schatten.
Die punktförmige Anzeige ist aber immer dann beizubehalten, wenn die Tageszeit jahreszeitlich anzuzeigen ist, z. B.: temporale anstatt äquinoktiale Stunden, oder mittlere Ortszeit (MOZ) anstatt wahre Ortszeit (WOZ).

### nicht parallel zur Erdachse
Schattenstäbe, die nicht parallel zur Erdachse positioniert sind, zeigen den Stundenwinkel Τ nicht unabhängig von der variablen Deklination  δ der Sonne an. Ihr Schatten kann nur als Tageszeit unter Beachtung der anderweitig beschafften Deklination (in der Regel in Form des Jahresdatums) gedeutet werden.
Der beispielsweise bei der Analemmatischen Sonnenuhr oder bei der Sonnenuhrenspinne benutzte vertikale Stab zeigt unmittelbar nur den Azimutwinkel a der Sonne an. Nach Umstellen folgender Beziehung wird der Stundenwinkel Τ mittelbar angezeigt:
{\displaystyle \tan a={\frac {\sin \tau }{\sin \varphi \cos \tau -\cos \varphi \tan \delta }}}      (siehe Umrechnungen zwischen ruhenden äquatorialen (τ, δ) und horizontalen Koordinaten (a, h)).
                φ = geographische Breite
Der Parameter Deklination ist bei einer Analemmatischen Sonnenuhr in einer gesonderten Datumsskala enthalten, auf welcher der Schattenstab aktuell aufzustellen ist. Bei der Sonnenuhrenspinne sind der Stundenskala Datumskreise überlagert. Die Zeit ist am Kreuzungspunkt der Schattenlinie mit dem aktuellen Datumskreis abzulesen.
Bei Höhensonnenuhren wird unmittelbar  der Höhenwinkel h der Sonne angezeigt. Er wird z. B. bei der Zylindersonnenuhr mit einem horizontalen Schattenstab gemessen, der in die Sonnenrichtung gehalten wird; vorher wird der Schattenstab über die aktuelle vertikale Datumslinie gestellt. Nach Umstellen folgender Beziehung wird der Stundenwinkel Τ mittelbar angezeigt:
{\displaystyle \sin h=\sin \varphi \sin \delta +\cos \varphi \cos \delta \cos \tau }      (siehe Umrechnungen zwischen ruhenden äquatorialen (τ, δ) und horizontalen Koordinaten (a, h)).
Bei den wenigen anderen Sonnenuhren mit nicht erdachsparallel angeordnetem Schattenstab sind weitere Besonderheiten zu beachten:
- Foster-Lambert-Sonnenuhr
- Kanoniale Sonnenuhr.

## Formenwechsel: Lichtzeiger
Durch Formenwechsel entsteht ein Lichtzeiger, zu dem ein „Lichtwerfer“ in Form einer Loch- oder Schlitzblende gehört. Ein solcher Zeiger wird bei Sonnenuhren auch gebraucht, zum Beispiel bei Öhrsonnenuhren – allerdings weniger oft als ein Schattenwerfer.

## Anmerkung
1. ↑  Die Tagesbahn der Sonne ist etwa ein halber Kreisbogen, dem das flächenhaft begrenzte Loch oder der Spalt nachgedreht werden müsste, um immer gegen die Sonne zu weisen. Ein „Lichtwerfer“ wird vorzugsweise nur dann gebraucht, wenn der anzuzeigende Tageszeitraum begrenzt ist: Mittagsweiser